# Microstylum apiforme
Microstylum apiforme är en tvåvingeart som först beskrevs av Walker 1851.  Microstylum apiforme ingår i släktet Microstylum och familjen rovflugor. Inga underarter finns listade i Catalogue of Life.